# Набережная Александра Невского
Набережная Александра Невского — правобережная набережная реки Волхов в Великом Новгороде. Находится на Торговой стороне, в историческом центре Новгорода. Проходит формально от ручья Тарасовец на юге до Антониева монастыря на севере, фактически (как благоустроенная набережная) — от Ярославова дворища до улицы Панкратова и парка 30-летия Октября.

## История

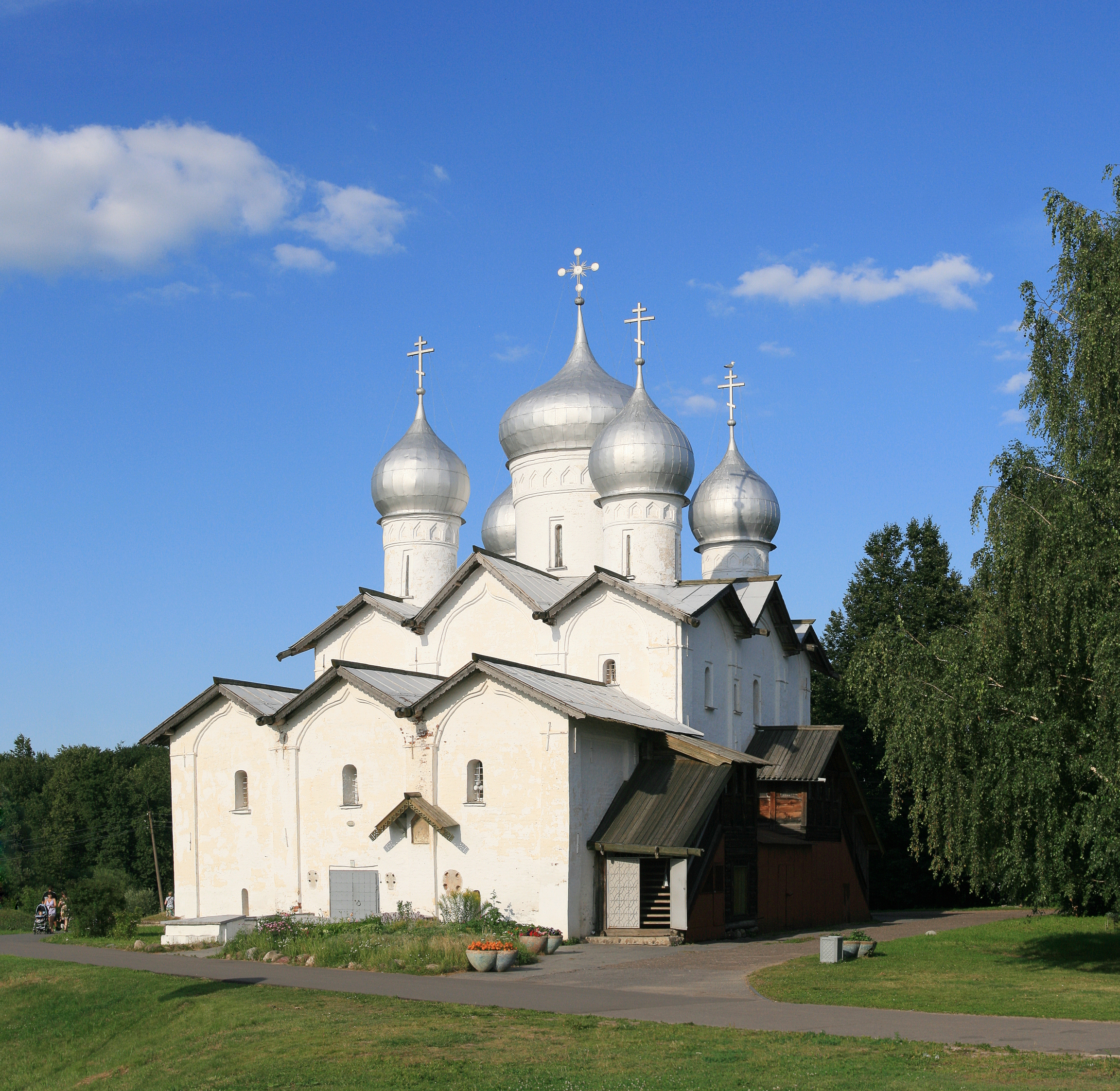
Церковь Бориса и Глеба в Плотниках

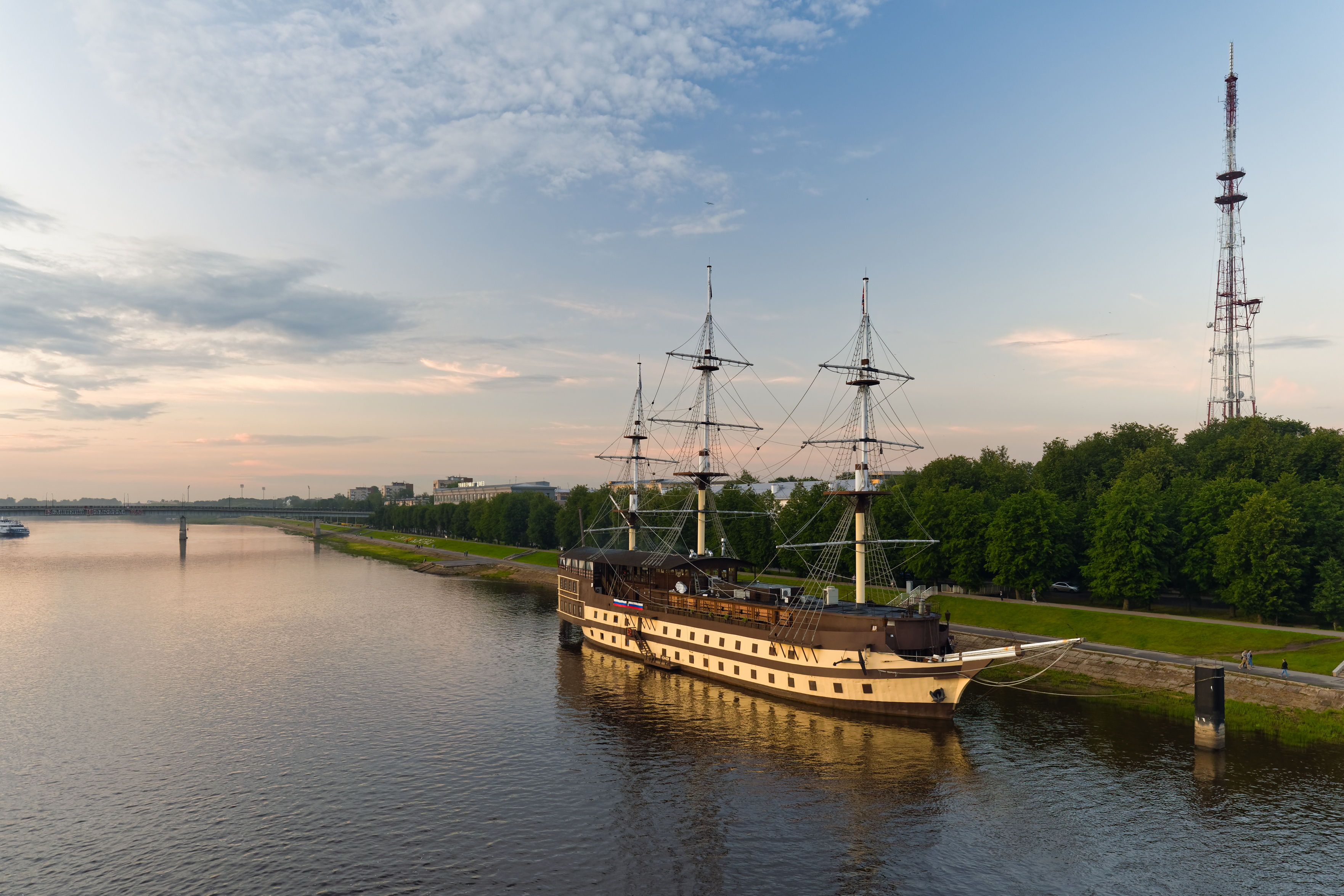
Вид на набережную с Горбатого моста. Фрегат «Флагман»

Исторически набережные Новгорода играли важнейшую роль в городской жизни, они были заполнены причалами и пристанями. Напротив Новгородского детинца располагался Великий торг. Выше него по течению реки находились так называемые вымолы — крупные пристани: Геральдов вымол (использовался норвежскими купцами), Немецкий вымол (ганзейские купцы), Иванский вымол (купцы Иванской общины). Ниже Великого торга были другие причалы и пристани, а также лабазы, амбары, лавки и рыбные садки.
Застройка набережных Новгорода по регулярному плану начала формироваться в конце XVIII века. Набережная правого берега состояла из ряда набережных: Славной (от ручья Тарасовец и южного земляного вала до Нутной улицы, называлась по Славенскому концу), Михайловской (проходила до Великого моста и называлась по церкви Михаила Архангела на Торгу), Лерховского бульвара (продолжался до Фёдоровского ручья и носил имя губернатора Э. В. Лерхе), Борисоглебской (далее до северного вала, называлась по церкви Бориса и Глеба в Плотниках), Антониевской (проходила до Антониева монастыря и по нему же называлась). В советский период названия не использовались, применялось название «набережная реки Волхова». В 1970 году вся правобережная набережная получила имя Александра Невского.
Территория Ярославова дворища с набережной благоустроена в 1956 году, участок от улицы 1 Мая (ныне Ильиной) до Фёдоровского ручья — в 1960 году, участок от проспекта Гагарина (Фёдоровского ручья) до парка 30-летия Октября — в 1971 году.
В 2009 году к набережной был пришвартован фрегат «Флагман» — действующая историческая копия трехпалубного торгового судна «Святой апостол Павел» времён Петра I. На судне разместился ресторан.

## Здания и сооружения
- № 18 — спортивная школа «Олимп»
- № 19 — гостиница «Россия»
- № 22/1 — фрегат «Флагман»
- № 23/1 (угол с улицей Бояна) — бывшее подворье Хутынского монастыря, XIX век, объект культурного наследия регионального значения
- № 31 — церковь Бориса и Глеба в Плотниках, 1536 г., объект культурного наследия федерального значения
- № 31/1 — церковь Иоанна Богослова на Витке, 1383—1384 гг., объект культурного наследия федерального значения